# Stridsgrupp Gotland
Stridsgrupp Gotland (SG GTL) är en stridsgrupp inom svenska armén som kommer verka från 2024. Förbandsledningen kommer vara förlagd i Visby garnison i Visby.

## Historik
Inför försvarsbeslutet 2020 föreslog regeringen i sin propositionen bland annat att under åren 2021–2025 utöka armén med två brigader, det genom att påbörja organiseringen av en tredje mekaniserad brigad, respektive en reducerad motoriserad brigad i Stockholmsregionen, samt att förstärka förbanden på Gotland där kärnan utgörs av en mekaniserad bataljon med förstärkningsresurser. Den 26 februari 2021 presenterade Försvarsmakten sitt budgetunderlag för 2022, där Försvarsmakten redovisade sin planering, förberedelser och verksamhet i syfte att verkställa det av riksdagen antagna försvarsbeslutet. Bland annat skulle krigsorganisationen utvecklas successivt mot tre brigader, en reducerad brigad samt en stridsgrupp.

## Verksamhet
På Gotland föreslogs att en förstärkt mekaniserad bataljon, motsvarande en reducerad brigad, skulle utvecklas med luftvärn och indirekt eld. Utöver detta bör försvaret av Gotland stärkas med territoriella förband. Utöver pansar- och hemvärnbataljonerna kommer stridsgruppen bland annat tillföras luftvärn, infanteri, artilleri, krigssjukvård, logistik och ledningsförmåga.

## Heraldik och traditioner
Namnet Stridsgrupp Gotland ska ej förväxla med 18. stridsgruppen, som var den ursprungliga benämningen på det som i dag är 181. pansarbataljonen vid Gotlands regemente.

## Förbandschefer
- 2024–20xx: ???

## Namn, beteckning och förläggningsort
| Stridsgrupp Gotland | 2024-07-01 | – |  |

| SG GTL | 2024-07-01 | – |  |

| Visby garnison (F) | 2024-07-01 | – |  |